# Ilex buxifolia
Ilex buxifolia é um gênero de plantas com flores. Isso foi descrito pela primeira vez por Gardn. Ilex buxifolia pertence ao gênero Ilex, e à família Aquifoliaceae.
Este tipo de planta pode ser encontrado em:
- sudeste do Brasil
  - Rio de Janeiro

Não há tipos listados como este.